# Bjørnar Valstad

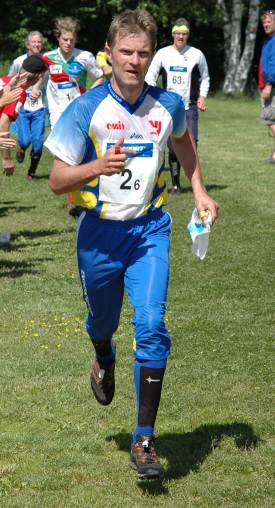
Valstad in 2005

Bjørnar Valstad (27 april 1967) is een Noorse oriëntatieloper die vier gouden medailles heeft gewonnen bij de Wereldkampioenschappen oriëntatielopen.
Aan het eind van seizoen 2004 heeft hij afscheid genomen van het internationale oriëntatielopen. In dit seizoen werd hij wereldkampioen op de lange afstand en op de estafette. Ondanks dit werd hij niet geselecteerd voor de finale van de World Cup Oriëntatielopen in Duitsland.
Valstad loopt en coacht de Noorse club Baekkelaget SK in Oslo. Hij is getrouwd met Hanne Staff een Noorse oriëntatieloopster, samen hebben ze een dochtertje: Fanny Staff Valstad (23 februari 2006).

## Resultaten
Wereldkampioenschap oriëntatielopen
- Gouden medailles (4)
  - 1999 - Klassieke afstand - Inverness, Groot-Brittannië
  - 1999 - Estafette - Inverness, Groot-Brittannië
  - 2004 - Lange afstand - Västerås, Zweden
  - 2004 - Estafette - Västerås, Zweden
- Zilveren medailles (3)
  - 1991 - Estafette - Marianske Lazne, Tsjecho-Slowakije
  - 2001 - Estafette - Tampere, Finland
  - 2003 - Middellange afstand - Rapperswil-Jona, Zwitserland
- Bronzen medailles (3)
  - 1995 - Korte afstand - Detmold, Duitsland
  - 1997 - Korte afstand - Grimstad, Noorwegen
  - 1997 - Estafette - Grimstad, Noorwegen

Europees kampioenschap oriëntatielopen
- Zilveren medaille (1)
  - 2002 - Klassieke afstand - Hongarije
- Bronzen medaille (1)
  - 2000 - Klassieke afstand - Oekraïne

World Cup oriëntatielopen
- 3 individuele World Cup zeges
- Eerste totaal World Cup
  - 2002
- Derde totaal World Cup
  - 1998

World Games
- Gouden medaille (1)
  - 2001 - Estafette - Japan